# Juan Fuentes (calciatore 1995)
Juan Eduardo Fuentes Jiménez (Rancagua, 21 marzo 1995) è un calciatore cileno, centrocampista o difensore dell'O'Higgins.

## Palmarès

### Club
- Primera División (Cile): 3

O'Higgins: 2013 Apertura
Universidad Catolica: 2020, 2021
- Supercoppa del Cile: 3

O'Higgins: 2013
Universidad Catolica: 2020, 2021

### Individuale
- Medalla Santa Cruz de Triana: 1

O'Higgins: 2014